# 33550 Blackburn
33550 Blackburn este o planetă minoră (asteroid), cu un diametru de 4,356 km, din centura de asteroizi. A fost descoperită pe 10 mai 1999 la Experimental Test Site⁠(d) de Lincoln Near-Earth Asteroid Research. 
Obiectul prezintă o orbită caracterizată de o semiaxă mare de 2,618016 UAi, o excentricitate de 0,08, o înclinație de 4,99646 ° în raport cu ecliptica.